# Андре Шорда
Андре Шорда (фр. André Chorda; Шарлвал, 20. фебруар 1938 — Ница, 18. јун 1998) био је француски фудбалски дефанзивац. Играо је за Француску на ФИФА-ином светском првенству 1966 .